# Elecciones provinciales de Tucumán de 2011
Las elecciones generales de la Provincia de Tucumán se llevaron a cabo el día 28 de agosto de 2011. Se eligió un gobernador y un vicegobernador,  49 legisladores provinciales titulares, 25 legisladores provinciales suplentes, además de 19 intendentes y autoridades municipales.
El gobernador incumbente, José Alperovich, del Partido Justicialista, ya había sido elegido en 2003 y reelecto en 2007, pero de todas formas pudo presentarse a una segunda reelección para un tercer y último mandato debido a una interpretación de la Constitución Provincial de 2006, indicando que el primer mandato de Alperovich (2003-2007) no contaba como primer período debido a que había sido elegido bajo la Constitución de 1990, por lo que su segundo mandato (2007-2011) era en realidad su primer período bajo la nueva Carta Magna.

## Irregularidades
En la madrugada del lunes 29 de agosto, después de las elecciones provinciales del domingo 28, en la comuna de Alto Verde, las urnas fueron quemadas por “vándalos”. Algo similar ocurrió en El Chañar, donde más de 50 personas irrumpieron mientras se estaban contando los votos y destrozaron las urnas y boletas.
Las elecciones fueron anuladas en las dos comunas, y debieron votar nuevamente el 2 de octubre.

## Resultados

### Gobernador y vicegobernador
| Fórmula                                   | Fórmula                      | Partido/Alianza       | Partido/Alianza                                     | Votos     | %     |
| Gobernador                                | Vicegobernador               | Partido/Alianza       | Partido/Alianza                                     | Votos     | %     |
| ----------------------------------------- | ---------------------------- | --------------------- | --------------------------------------------------- | --------- | ----- |
| José Alperovich                           | Juan Luis Manzur             |                       | Frente para la Victoria                             | 589.115   | 72,59 |
| José Manuel Cano                          | Juan Francisco Casañas       |                       | Acuerdo Cívico y Social                             | 122.409   | 15,08 |
| Ricardo Bussi                             | Adolfo de Jesús Matías       |                       | Fuerza Republicana                                  | 26.191    | 3,23  |
| Stella Maris Córdoba                      | Luis María Campos            |                       | Partido Proyecto Popular                            | 23.960    | 2,95  |
| Osvaldo José Cirnigliaro                  | Pablo Rodolfo Bayo           |                       | PERUCA                                              | 9.957     | 1,23  |
| Esteban Eduardo Jerez                     | Roque Raúl Topa              |                       | Proyecto Tucumán                                    | 9.118     | 1,12  |
| Luis José Bussi                           | Atilio José Peluffo          |                       | Partido Republicano Fundacional                     | 8.424     | 1,04  |
| Alberto Alfredo Espinosa                  | Walter Edgardo Saborido      |                       | La Línea                                            | 7.791     | 0,96  |
| Daniel Nelson Blanco                      | Juan Luis Veliz              |                       | Partido Obrero                                      | 3.972     | 0,49  |
| Gumersindo Manuel Parajón                 | Carlos Gustavo Llovera Naufe |                       | Frente del Pueblo Unido                             | 3.379     | 0,42  |
| Julio César Díaz Lozano                   | Florencio G. Aceñolaza       |                       | Frente de Unidad Popular y Federal de Tucumán       | 2.638     | 0,33  |
| Pedro Eugenio Guaraz                      | Juan Agustín Medina          |                       | Proyecto Sur                                        | 2.458     | 0,30  |
| Carlos Francisco Ruiz Vargas              | Carlos Alberto Monteros      |                       | Nos Une el Cambio                                   | 1.399     | 0,17  |
| Jorge Javier Sánchez                      | Julio Argentino Villarreal   |                       | Movimiento Independiente de Jubilados y Desocupados | 387       | 0,05  |
| Pedro Pablo Sánchez                       | Roque Bernabé Gómez          |                       | Tercer Milenio                                      | 356       | 0,04  |
| Votos positivos                           | Votos positivos              | Votos positivos       | Votos positivos                                     | 811.554   | 96,28 |
| Votos en blanco                           | Votos en blanco              | Votos en blanco       | Votos en blanco                                     | 19.389    | 2,30  |
| Votos nulos                               | Votos nulos                  | Votos nulos           | Votos nulos                                         | 12.009    | 1,42  |
| Participación                             | Participación                | Participación         | Participación                                       | 842.952   | 83,13 |
| Electores registrados                     | Electores registrados        | Electores registrados | Electores registrados                               | 1.014.067 | 100   |
| Mesas escrutadas: 3.137 de 3.138 (99,97%) |                              |                       |                                                     |           |       |
| Fuente:                                   |                              |                       |                                                     |           |       |

### Legislatura Provincial
| Partido/Alianza                           | Partido/Alianza                                     | Partido/Alianza                                     | Votos     | %     | Bancas |
| ----------------------------------------- | --------------------------------------------------- | --------------------------------------------------- | --------- | ----- | ------ |
|                                           |                                                     | Frente para la Victoria                             | 232.969   | 31,86 | 22/49  |
|                                           | Todos por Tucumán                                   | 41.930                                              | 5,74      | 3/49  |        |
|                                           | Partido de los Trabajadores                         | 37.699                                              | 5,16      | 2/49  |        |
|                                           | Partido Tucumán para la Victoria                    | 30.696                                              | 4,20      | 3/49  |        |
|                                           | Comunidad en Organización                           | 28.827                                              | 3,94      | 2/49  |        |
|                                           | Frente Provincial                                   | 27.899                                              | 3,82      | 3/49  |        |
|                                           | Corriente Popular                                   | 17.566                                              | 2,40      | 1/49  |        |
|                                           | Nuevo Espacio Popular                               | 14.768                                              | 2,02      | 1/49  |        |
|                                           | Partido Concertación para la Democracia             | 13.606                                              | 1,86      | 1/49  |        |
|                                           | Tucumán en Positivo                                 | 12.063                                              | 1,65      | 1/49  |        |
|                                           | Movimiento de Inclusión y Organización              | 10.442                                              | 1,43      | 1/49  |        |
|                                           | Participación Cívica                                | 10.435                                              | 1,43      | 1/49  |        |
|                                           | Militancia Popular                                  | 10.001                                              | 1,37      | 1/49  |        |
| Total Frente para la Victoria             | Total Frente para la Victoria                       | Total Frente para la Victoria                       | 488.901   | 66,87 | 42/49  |
|                                           |                                                     | Acuerdo Cívico y Social                             | 58.460    | 8,00  | 4/49   |
|                                           | Propuesta Republicana                               | 10.236                                              | 1,40      | 1/49  |        |
|                                           | Partido Demócrata Cristiano                         | 9.113                                               | 1,25      | 1/49  |        |
|                                           | Unión por Todos                                     | 8.173                                               | 1,12      |       |        |
|                                           | Partido Socialista                                  | 5.523                                               | 0,76      |       |        |
| Total Acuerdo Cívico y Social             | Total Acuerdo Cívico y Social                       | Total Acuerdo Cívico y Social                       | 91.505    | 12,52 | 6/49   |
|                                           | Fuerza Republicana                                  | Fuerza Republicana                                  | 21.018    | 2,87  | 1/49   |
|                                           | Partido Proyecto Popular                            | Partido Proyecto Popular                            | 12.352    | 1,69  |        |
|                                           | Partido Fundacional                                 | Partido Fundacional                                 | 9.194     | 1,26  |        |
|                                           | Proyecto Tucumán                                    | Proyecto Tucumán                                    | 8.796     | 1,20  |        |
|                                           | PERUCA                                              | PERUCA                                              | 8.049     | 1,10  |        |
|                                           | Convergencia de Bases para la Victoria              | Convergencia de Bases para la Victoria              | 7.480     | 1,02  |        |
|                                           | Partido Republicano Fundacional                     | Partido Republicano Fundacional                     | 7.350     | 1,01  |        |
|                                           | La Línea                                            | La Línea                                            | 5.993     | 0,82  |        |
|                                           | Militancia Territorial                              | Militancia Territorial                              | 5.634     | 0,77  |        |
|                                           | Frente Solidario Laborista                          | Frente Solidario Laborista                          | 5.631     | 0,77  |        |
|                                           | Lista para la Victoria                              | Lista para la Victoria                              | 5.260     | 0,72  |        |
|                                           | Crece Tucumán                                       | Crece Tucumán                                       | 5.049     | 0,69  |        |
|                                           | Partido de la Renovación y la Dignidad              | Partido de la Renovación y la Dignidad              | 4.947     | 0,68  |        |
|                                           | Partido Obrero                                      | Partido Obrero                                      | 4.358     | 0,60  |        |
|                                           | Proyecto Sur                                        | Proyecto Sur                                        | 4.127     | 0,56  |        |
|                                           | Proyecto Colectivo                                  | Proyecto Colectivo                                  | 3.722     | 0,51  |        |
|                                           | Movimiento Libres del Sur                           | Movimiento Libres del Sur                           | 3.518     | 0,48  |        |
|                                           | Movimiento de Integración Federal                   | Movimiento de Integración Federal                   | 3.401     | 0,47  |        |
|                                           | Unión Norte Grande                                  | Unión Norte Grande                                  | 3.250     | 0,44  |        |
|                                           | Frente del Pueblo Unido                             | Frente del Pueblo Unido                             | 3.202     | 0,44  |        |
|                                           | Frente de Unidad Popular y Federal de Tucumán       | Frente de Unidad Popular y Federal de Tucumán       | 2.589     | 0,35  |        |
|                                           | Partido Humanista                                   | Partido Humanista                                   | 2.217     | 0,30  |        |
|                                           | Partido Federal                                     | Partido Federal                                     | 1.858     | 0,25  |        |
|                                           | Construcción Ciudadana para la Inclusión            | Construcción Ciudadana para la Inclusión            | 1.597     | 0,22  |        |
|                                           | Nos Une el Cambio                                   | Nos Une el Cambio                                   | 1.574     | 0,22  |        |
|                                           | Vanguardia Popular                                  | Vanguardia Popular                                  | 1.491     | 0,20  |        |
|                                           | Partido de la Comunidad Organizada                  | Partido de la Comunidad Organizada                  | 1.418     | 0,19  |        |
|                                           | Partido Encuentro Social                            | Partido Encuentro Social                            | 1.212     | 0,17  |        |
|                                           | Movimiento Nacional                                 | Movimiento Nacional                                 | 917       | 0,13  |        |
|                                           | Camino a la Lealtad                                 | Camino a la Lealtad                                 | 858       | 0,12  |        |
|                                           | 7 de Mayo                                           | 7 de Mayo                                           | 495       | 0,07  |        |
|                                           | Movimiento Popular de la Militancia                 | Movimiento Popular de la Militancia                 | 465       | 0,06  |        |
|                                           | Movimiento Independiente de Jubilados y Desocupados | Movimiento Independiente de Jubilados y Desocupados | 421       | 0,06  |        |
|                                           | Lealtad Participativa                               | Lealtad Participativa                               | 420       | 0,06  |        |
|                                           | Tercer Milenio                                      | Tercer Milenio                                      | 347       | 0,05  |        |
|                                           | Consenso Ciudadano                                  | Consenso Ciudadano                                  | 253       | 0,03  |        |
|                                           | Partido Cambio Democrático de Tucumán               | Partido Cambio Democrático de Tucumán               | 250       | 0,03  |        |
| Votos positivos                           | Votos positivos                                     | Votos positivos                                     | 731.119   | 90,29 |        |
| Votos en blanco                           | Votos en blanco                                     | Votos en blanco                                     | 64.621    | 7,98  |        |
| Votos nulos                               | Votos nulos                                         | Votos nulos                                         | 14.016    | 1,73  |        |
| Participación                             | Participación                                       | Participación                                       | 809.757   | 79,85 |        |
| Electores registrados                     | Electores registrados                               | Electores registrados                               | 1.014.067 | 100   |        |
| Mesas escrutadas: 3.137 de 3.138 (99,97%) |                                                     |                                                     |           |       |        |
| Fuente:                                   |                                                     |                                                     |           |       |        |

#### Resultados por secciones electorales
| Sección Electoral I – Capital 19 Diputados Mesas escrutadas: 1.182 de 1.183 (99,92%) | Sección Electoral I – Capital 19 Diputados Mesas escrutadas: 1.182 de 1.183 (99,92%) | Sección Electoral I – Capital 19 Diputados Mesas escrutadas: 1.182 de 1.183 (99,92%) | Sección Electoral I – Capital 19 Diputados Mesas escrutadas: 1.182 de 1.183 (99,92%) | Sección Electoral I – Capital 19 Diputados Mesas escrutadas: 1.182 de 1.183 (99,92%) | Sección Electoral I – Capital 19 Diputados Mesas escrutadas: 1.182 de 1.183 (99,92%) |
| Partido/Alianza                                                                      | Partido/Alianza                                                                      | Votos                                                                                | %                                                                                    | Bancas                                                                               | Candidatos |
| ------------------------------------------------------------------------------------ | ------------------------------------------------------------------------------------ | ------------------------------------------------------------------------------------ | ------------------------------------------------------------------------------------ | ------------------------------------------------------------------------------------ | --- |
|                                                                                      | Partido Tucumán para la Victoria                                                     | 30.696                                                                               | 9,92                                                                                 | 3/19                                                                                 | Ver candidatos: 1. Beatriz Luisa Ávila 2. Alfredo C. Quinteros 3. Ernesto Alfredo Toscano 4. Gustavo Adolfo Villalba 5. Félix Antonio Reales 6. Ana María López 7. Andrés Abelardo Jaime 8. Tulio Luciano Chincarini 9. Rosanna E. del Valle Ledesma 10. Luis Cruz Prina 11. Marcelo Ignacio Barrionuevo 12. Analía Jesús Acosta 13. Ramón Oscar Álvarez 14. Francisco Salvador Sánchez 15. Irma Isabel Monrroy 16. Fabio Alberto Ruiz 17. Sergio Daniel Díaz 18. Silvia Liliana Samana 19. Juan José Alaime                                                              |

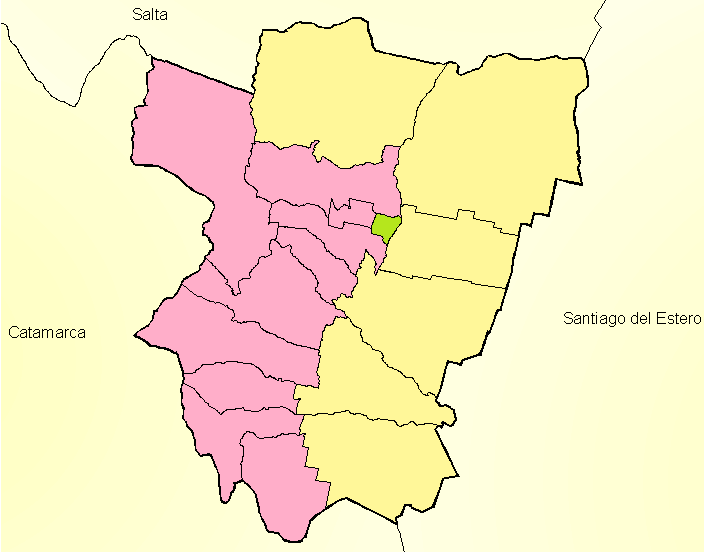
Secciones electorales de Tucumán:
Sección I – Capital
Sección II – Este
Sección III – Oeste

|                                                                                      | Frente Provincial                                                                    | 27.899                                                                               | 9,02                                                                                 | 3/19                                                                                 | Ver candidatos: 1. Armando Roque Cortalezzi 2. Guillermo Martín Gassembauer 3. Graciela del Valle Suárez 4. Miguel Ángel Brito 5. Dante Rolando Loza 6. Nelly Manuela Ganim 7. Antonio Raed 8. Miguel Jesús Figueroa 9. Lorena Soledad Cuba 10. Josefina Nicolasa Brecha 11. Ramón Luis Renta 12. Guillermo Darío Albornoz 13. José Blas Decima 14. Fernando Raúl Eduardo Godoy 15. Patricia Liliana Moya 16. María Soledad Amaya 17. Manuel Santiago Ruiz 18. Eduardo Rafael Sale 19. Sergio Reinaldo Osores                                                             |
|                                                                                      | Frente para la Victoria                                                              | 22.074                                                                               | 7,14                                                                                 | 2/19                                                                                 | Ver candidatos: 1. Ramiro González Navarro 2. Marcelo Ditinis 3. Marta Elena Zurita 4. Mario Koltan 5. Facundo Cabral 6. Hortencia Ernestina Juárez 7. José Carlos Chaila 8. Marcelo Homero Casteluccio 9. María Fabiana Caballero 10. Jorge Daniel Werblud 11. Carlos Alberto Cáceres 12. Ana Lía Cristina Nieto 13. Carlos Alberto Romero Olmos 14. Juan José Castillo 15. Nélida Graciela Gómez 16. José Abel Villegas 17. Carlos Eduardo Fernández 18. Noemí del Valle Salas 19. Miguel Alberto Giménez                                                               |
|                                                                                      | Acuerdo Cívico y Social                                                              | 19.148                                                                               | 6,19                                                                                 | 2/19                                                                                 | Ver candidatos: 1. Federico A. R. R. Romano Norri 2. Silvia Beatriz Elías 3. Manuel Fernando Valdez 4. José Hugo Saab 5. Esteban Mario Ávila 6. Lorena del Valle Núñez 7. Juan Roberto Robles 8. Willams Rodrigo Fanlo Llanos 9. Patricia Inés Penna 10. Raúl Armando Prado 11. Adriana del Valle Pastrana 12. Sergio Daniel Senrra 13. Ramón Domingo Astrada 14. María Julia del Valle Basualdo 15. Sixto Segundo Pacheco 16. Arturo Eduardo Luján 17. Ileana Inés Dulout 18. Eduardo Genaro Cestac 19. Virginia Elisa Álvarez                                           |
|                                                                                      | Nuevo Espacio Popular                                                                | 14.768                                                                               | 4,77                                                                                 | 1/19                                                                                 | Ver candidatos: 1. Gerónimo Vargas Aignasse 2. Mirta del Valle Gutiérrez 3. Facundo Vargas Aignasse Martínez 4. Angélica del Valle Tula 5. Juan Carlos Marcos Vera 6. José Jorge Adrián Carol 7. Gustavo César Rivero 8. Nora Cristina de F. Alzogaray 9. Gonzalo Cornet Esteves 10. Ariel César Fossati 11. Soledad María Fernanda Romero 12. Camilo José Soaje 13. Martín Salvador Gómez 14. María Josefina Romano 15. Manuel Alberto Rodríguez 16. Mercedes Elizabeth Chávez 17. Walter Arnaldo Romero 18. Nicolás Roque Campero 19. Gregoria Núñez                    |
|                                                                                      | Fuerza Republicana                                                                   | 14.276                                                                               | 4,62                                                                                 | 1/19                                                                                 | Ver candidatos: 1. Ricardo Bussi 2. Federico Hernán Martínez 3. Solange Mariana Devoto 4. Lucía Delia Fazio Critto 5. Mirta Rosa Agüero 6. David Castillo 7. Dora Mercedes Robles 8. María Cristina Leguizamón 9. Herta Margarita Tondering 10. Eliana Paola Martel 11. Mabel del Valle Toranzo 12. Olga Cecilia Molina 13. Cecilia Viviana Gómez 14. Pilar Serrano 15. Alberto César Albornoz 16. Lorena del Valle Salomón 17. Ema Gladys López 18. Ruth Soledad Corbalán Díaz 19. Sonia Noemí Rosini                                                                    |
|                                                                                      | Partido Concertación para la Democracia                                              | 13.606                                                                               | 4,40                                                                                 | 1/19                                                                                 | Ver candidatos: 1. Carlos Isa Assan 2. Sara Alejandra Assan 3. Graciela Alejandra Ortega 4. David Eduardo Mustafa 5. Rosa Elena Ale 6. María Soledad Belmonte 7. Jorge Antonio Gómez 8. Raúl Horacio Quiroga 9. Vicenta del Carmen Rodríguez 10. Patricia Eugenia Bascary 11. Silvia Susana Villarreal 12. Sergio Maximiliano Juárez 13. Natalia Romina Ruiz 14. José Eduardo Flores 15. Oscar Heraldo Obejero 16. Héctor Alfredo Álvarez 17. Carlos Alberto Serrano 18. Ángela Paola Carrizo 19. Claudio Roberto Chaile                                                  |
|                                                                                      | Tucumán en Positivo                                                                  | 12.063                                                                               | 3,90                                                                                 | 1/19                                                                                 | Ver candidatos: 1. María Carolina Vargas Aignasse 2. Emiliano Vargas 3. Luciano Hernán Peruchetti 4. Fernando José Rogel Chaler 5. Inés Alicia Ibarra 6. Alicia del Valle Pérez 7. María Antonia López 8. Enzo Gabriel Molina 9. Fátima Isabel Agüero 10. Teófilo Armando Trejo 11. María Elena Valdez 12. Héctor Adolfo Salguero 13. María Victoria Palomino 14. Pedro Víctor Figueredo 15. Silvia Graciela D. V. López 16. Lucio Reinaldo Torres 17. Fabián Esteban Aydar 18. Blanca Estela del Carmen Zelaya 19. Olga Ramona Molina                                    |
|                                                                                      | Propuesta Republicana                                                                | 10.236                                                                               | 3,31                                                                                 | 1/19                                                                                 | Ver candidatos: 1. Alberto Colombres Garmendia 2. Alejandro José Santiago Ávila Gallo 3. Ana María Vischi 4. Luis Alberto Ortiz 5. José Guillermo Godoy 6. María Alejandra de Fátima Luna 7. Raúl Martín Fanjul Ortet 8. Jorge Humberto Sepulveda 9. Ana Valeria Staffolani 10. Eduardo José Dip Tartalo 11. Marcelo Alberto Herrera 12. Andrea Cecilia Moa 13. Agustín Federico Páez 14. Martín Bernardo Lobo Colombres 15. Sebastián Gerardo Fanjul 16. Gabriela Luz Barbero 17. Juan Pablo José Nougués 18. Carlos Alberto Porta 19. Mónica Beatriz Peña               |
|                                                                                      | Todos por Tucumán                                                                    | 10.067                                                                               | 3,25                                                                                 | 1/19                                                                                 | Ver candidatos: 1. Marcelo Caponio 2. Roque Remigio Brito 3. Ana María Alderete 4. Luis Antonio Alderete 5. Víctor Ricardo Ardiles 6. María Ester Galván 7. José Luis Budeguer 8. Miguel Ángel Pascual 9. María Mercedes Cisneros 10. Juan José Terraf 11. Fabio Antonio Robin 12. Elsa Daniela Rojas 13. Carlos Alberto Barrera 14. Raúl Alberto Zerda 15. Ángela Eugenia Scapolatempo 16. Christian Federico Trodler 17. Juan Ceferino Fernández 18. Natalia Verónica Ponce de León 19. Julia Liliana Albornoz                                                          |
|                                                                                      | Militancia Popular                                                                   | 10.001                                                                               | 3,23                                                                                 | 1/19                                                                                 | Ver candidatos: 1. Fernando Arturo Juri 2. Fernando Said Juri 3. Gloria Marina Cisneros 4. Conrado Eugenio Andina 5. Mercedes del Valle Jorrat 6. Juan Domingo Urueña 7. Héctor Daniel Peralta 8. Daniel Enrique Yáñez 9. Ana María Acosta 10. Antonio Bernabé Hernández 11. Norma Beatriz del Valle Álvarez 12. Juan Luis Valdez 13. Marcos Flavio la Bruna 14. Blanca del Valle Gutiérrez 15. Patricio Eduardo Clementi Escobar 16. José Rafael Arias 17. Juan Jesús Soraire 18. Nora Irene Palavecino 19. Adriana Fátima Castro                                        |
|                                                                                      | Partido Demócrata Cristiano                                                          | 9.113                                                                                | 2,95                                                                                 | 1/19                                                                                 | Ver candidatos: 1. José Manuel Páez 2. Elena de Jesús Lazarte 3. Jorgelina Claudia Pagnutti 4. Natalia Blanca Uslenghi Murga 5. Carlos René Vázquez 6. Pedro Sebastián Pujol 7. Luis Alberto Tejeda 8. Oscar Rafael Wilde 9. Alicia Gabriela Stancanelli 10. Héctor Rolando Navarro 11. Gaspar Risco 12. María Eduviges González 13. Enrique José Wurschmidt 14. Francisco Ismael Saleh 15. Eugenia Teresa Páez 16. Alfredo Richar Fadel 17. Hugo Edgardo Antonio Beltrán 18. Teresa del Valle Lugones 19. Rubén Alfredo Toledo                                           |
|                                                                                      | Comunidad en Organización                                                            | 8.552                                                                                | 2,76                                                                                 | 1/19                                                                                 | Ver candidatos: 1. Sara Noemí Correa 2. Elena Beatriz Myriam Alfaro 3. María Soledad Madedo 4. Marcos Luis Valdez 5. Juan Carlos Rojas 6. Alicia Ester Andrada 7. Eduardo Alurralde 8. Claudio Rubén Poccioni 9. Yolanda Imelda Orellana 10. Raúl Mario Gómez 11. Armando León Monetti 12. Silvia Raquel Nieva 13. Juan Carlos Emilio Díaz 14. Carlos Alberto Domínguez 15. Sandra Cecilia Mendoza 16. Juan Salvador Bono 17. Roxana Patricia Pérez 18. Ramón Nerio Arévalo 19. Juan Carlos Robles                                                                        |
|                                                                                      | Convergencia de Bases para la Victoria                                               | 7.480                                                                                | 2,42                                                                                 | 0/19                                                                                 | Ver candidatos: 1. Juan Carlos Mamani 2. Carlos Domingo Gómez 3. Myriam Ruth Issa 4. Walter Marcelo Perdiguero 5. Roberto Favio Contreras 6. Hilda María Fernanda Zelaya 7. Hugo Horacio Quintana 8. Ricardo Alberto Farías 9. Liliana del Valle Chocobar 10. Gregorio Isidro Valor 11. Luis Domingo Viroche 12. Viviana Alejandra Bayo 13. Hugo Felipe Luna 14. Graciela del Carmen Rojas 15. Horacio Antonio Lazarte 16. Juan Carlos Brandan 17. Luis Guillermo Ponce 18. Walter Hugo Sánchez 19. Marta Mabel Ibáñez                                                    |
|                                                                                      | Partido Republicano Fundacional                                                      | 6.926                                                                                | 2,24                                                                                 | 0/19                                                                                 | Ver candidatos: 1. Luis José Bussi 2. Alfredo Terán de Zavalía 3. Ángela Liliana Márquez 4. Micaela del Carmen Arancibia 5. Manuela del Valle Ledesma 6. Mauricia Eugenia Bravo 7. Ema Dionisia Torres 8. María Nelly Sayago 9. Luis Alberto Flores 10. Patricia Alejandra Miragliotta 11. Juan Pablo Lozano 12. Mirta Adriana Carabajal 13. Presentación Beatriz Contreras 14. Paola Eugenia Quiroga 15. Alicia Rosa Vega 16. Irma Ester Cáceres 17. Juan Segundo Iren 18. Roxana Mercedes Trejo 19. Marina Gisela Medina                                                |
|                                                                                      | Proyecto Tucumán                                                                     | 5.927                                                                                | 1,92                                                                                 | 0/19                                                                                 | Ver candidatos: 1. Esteban Eduardo Jerez 2. Raúl Roque Topa 3. Estela Jacqueline del V. López 4. José Antonio Seleme 5. Eduardo Rafael Robinson 6. Clara Sara Carrasco 7. Hugo César Pérez 8. Ricardo Luis Mender 9. María Dolores Olea 10. Marcelo Ricardo Soler 11. Walter Alberto Fuentes 12. Selva Patricia Cabrera 13. Julio Gustavo Andrés Martínez 14. Celia Graciela Velardez 15. María del Huerto Aiquel 16. Ana del Valle Moyano 17. María Beatriz Matarrese 18. Sandra Lía Gómez 19. Susana del Valle Albornoz                                                 |
|                                                                                      | Frente Solidario Laborista                                                           | 5.631                                                                                | 1,82                                                                                 | 0/19                                                                                 | Ver candidatos: 1. Edgar Renee Ramírez 2. Miguel Ángel Amenta 3. Mirta Graciela Olivera 4. Juan Antonio Beltrán 5. Hugo Sergio García 6. Patricia Mariela del Valle Castro 7. Ramona Antonia Aguilera 8. Miguel Ángel Adad 9. Arturo René Marcelo Villagra 10. Isabel Natividad Navarro Luna 11. Hugo Rolando Gómez 12. Juan Domingo del Corazón de Jesús Guanuco 13. Susana del Valle Sánchez 14. Ramón Víctor Aguirre 15. Esperanza Rodríguez 16. Sandra Eloísa Bustamante 17. Ángela Liliana Jiménez 18. Mabel del Valle Andrade 19. Sergio Alejandro Gómez            |
|                                                                                      | Partido Socialista                                                                   | 5.523                                                                                | 1,79                                                                                 | 0/19                                                                                 | Ver candidatos: 1. Rodolfo Tercero Burgos 2. Henry Miguel Amadeo Cocconi 3. Mercedes del Rosario Nacusse 4. Antonio Mario Fortuna 5. José Héctor del Sueldo 6. Inés Ercilia de Fátima Aráoz 7. Reines Luis María R. Geria 8. Juan Manuel Guerra 9. Carolina del Valle Murua 10. Roberto Lauro Andina 11. Armando René Molina 12. Nancy Mabel Parache 13. Francisco Adriano Luna Ladetto 14. Benjamín Haurigot Posse 15. Gabriela Vanesa Arguelles 16. Juan Manuel Vera 17. Esteban Daniel Hoyos Chalup 18. Élida Rosana Suárez 19. Ana Lilia Salas                        |
|                                                                                      | Partido de los Trabajadores                                                          | 5.334                                                                                | 1,72                                                                                 | 0/19                                                                                 | Ver candidatos: 1. Raúl César Pellegrini 2. Hugo Benjamín Flores Klix 3. Luisa Georgina Reynoso 4. Julio Hipólito Chagra 5. Regina Liliana Raisman 6. Marta Adela Herrera 7. Francisco Alberto Sir 8. Edmundo Daniel. Gramajo 9. Luis Alberto Navarro 10. Marco Antonio Cañoto 11. Teresita del Carmen Molina 12. Pablo Rafael Trujillo 13. Ana María Marcaida 14. Daniel Eduardo Baaclini 15. José Celedonio Adauto 16. Marta Adela Abraham 17. Aida Raquel Martínez 18. Alicia del Valle Mamani 19. Claudia Marcela Juárez                                              |
|                                                                                      | PERUCA                                                                               | 5.278                                                                                | 1,71                                                                                 | 0/19                                                                                 | Ver candidatos: 1. Osvaldo José Cirnigliaro 2. Ariel Ignacio Fernández 3. Carolina Paliza 4. Gregorio Alfredo Perdiguero 5. Arturo Mario Arroyo 6. Blanca Julia Manoff 7. Carlos Alberto Castillo 8. Fernando Ariel Acevedo 9. Valeria Paula Lena 10. Raúl Antonio Veliz 11. Walter Sergio Salazar 12. Norma Beatriz Santucho 13. Walter Daniel Zato 14. Julio César Méndez 15. Norma Beatriz Arguello 16. Gregorio José Peñalva 17. Rubén Orlando Albornoz 18. María Consuelo S. Lascano 19. Pablo Alfredo Carrizo                                                       |
|                                                                                      | Lista para la Victoria                                                               | 5.260                                                                                | 1,70                                                                                 | 0/19                                                                                 | Ver candidatos: 1. Virgilio Daniel Heredia 2. María Ramona Volpi 3. Héctor Ricardo Vides 4. Ángela del Valle Gómez 5. José Antonio Alcaraz 6. Javier Eduardo Lobo Aragón 7. María Isabel Nieva Conejos 8. Luis Gustavo Manso 9. Juan Severo Núñez 10. María Estela Umana 11. Ricardo Aguatin Zurita 12. Aldo Gustavo Iacono 13. Silvia Adriana Jiménez 14. Ricardo Alejandro Berreta 15. José Salvador Lanza 16. María Rosa Sandes 17. Félix Rosa Maza 18. Marina Esther Reynoso 19. Mario Raúl Villafañe                                                                 |
|                                                                                      | Crece Tucumán                                                                        | 5.049                                                                                | 1,63                                                                                 | 0/19                                                                                 | Ver candidatos: 1. Hugo Antonio Gacioppo 2. Norah Hynes 3. Adolfo Enrique Bottini Rubiol 4. Carlos Edgardo Carrizo 5. Andrea Paola Ortiz 6. Fernando Edmundo Molina 7. Sergio Federico Chalup 8. Josefa del Tránsito Santana 9. Carlos Alberto Santo 10. Andrea Elizabeth Piñol 11. Antonio Rafael Soria 12. Nora Griselda Ávila 13. Walter Abraham 14. Daniel Eduardo Robles 15. Josefa del Rosario Medina 16. Carlos Rafael Berón 17. Luis Ariel Ortiz 18. Elvira del Valle Flores 19. Federico Esteban Mayer                                                           |
|                                                                                      | Partido de la Renovación y la Dignidad                                               | 4.947                                                                                | 1,60                                                                                 | 0/19                                                                                 | Ver candidatos: 1. Víctor Daniel Deiana 2. Luis Antonio Aragón 3. Elizabeth del Valle Reverso 4. René Humberto María 5. Rossana Andrea Dilascio 6. Patricio Arguello 7. Matías Agustín García Jerez 8. Norma Sonia Corbalán 9. Roberto Francisco Mena Aybar 10. Catalina del Carmen Casarez 11. José Mastroberardino 12. María Esther Abdo 13. Francisco Alberto Rodríguez 14. Débora Taverna 15. Silvana Ester Nieva 16. Jorge Guillermo Avellaneda 17. Adela Liliana Aragón 18. Hugo Fabio Andrada 19. Marisa Beatriz Bonamin                                           |
|                                                                                      | La Línea                                                                             | 4.650                                                                                | 1,50                                                                                 | 0/19                                                                                 | Ver candidatos: 1. Alberto Alfredo Espinosa 2. Diego Mario Martín 3. Noemí del Valle García 4. Walter Edgardo Saborido 5. Emilse Priscila Figueroa 6. Ramón Oscar Ocampo 7. Hugo Marcelo Pavón 8. Rosalba del Carmen Varela 9. Ernesto Felipe Santillán 10. Miguel Humberto Cajal 11. Eve Luz de Jesús Pajon 12. Luis Ramón Velárdez 13. Norma Estela López 14. Pedro Bethencourt 15. Nilda Mercedes Barrera 16. Rosa del Valle Molina 17. Rosa Emilia Ledesma 18. Laura Mercedes Santana 19. Bernardo Humberto Antolini                                                  |
|                                                                                      | Partido Proyecto Popular                                                             | 4.566                                                                                | 1,48                                                                                 | 0/19                                                                                 | Ver candidatos: 1. Bernardo José Lobo Bugeau 2. Hugo Agustín Sánchez 3. Ana Isabel del Carmen Vera Amate Pérez 4. Luis Rodolfo Fuentes 5. Augusto Moeykens 6. Ana Rebeca Costilla 7. Juan Eduardo Liacoplo 8. María Cristina Rodríguez Peralta 9. Juan Eduardo Suárez 10. Estela María Zamora 11. Jorge Ubaldo Soria 12. Rubén Ricardo Cosman 13. Melisa Anabel Godoy 14. Pedro Eugenio Ovejero 15. César Ricardo Sotelo 16. Eva Carlota Carretero 17. Ramón Rubén Amaya 18. José Oscar Rivadeneira 19. María Laura Arriola                                               |
|                                                                                      | Proyecto Colectivo                                                                   | 3.722                                                                                | 1,20                                                                                 | 0/19                                                                                 | Ver candidatos: 1. Ester Susana Montaldo 2. Atilio Osvaldo Santillán 3. Juan Facundo Juez Pérez 4. Hildelberto Aníbal Fernández 5. Pablo Norberto A. Durando 6. Jacinta Beatriz Mansilla 7. Raúl Francisco Nieva 8. Pablo Sebastián Rodríguez 9. Cecilia de Fátima Alcorta 10. Gerardo César Madariaga 11. Guillermo Javier Corbalán 12. Julia Alejandra Bucci 13. Marcelo Fabian Boullhesen 14. Victor Hugo West 15. Natalia Paola Lazarte 16. Hugo Germán Gutiérrez Ferronato 17. Pedro Adrián Aredes Fernández 18. Ana Carolina Medina 19. Gonzalo Cormenzana Barilari |
|                                                                                      | Movimiento Libres del Sur                                                            | 3.518                                                                                | 1,14                                                                                 | 0/19                                                                                 | Ver candidatos: 1. Federico Augusto Masso 2. Ernesto José Gómez Gómez Rossi 3. Celia Margarita Majada 4. José Enrique Argañaraz 5. Nilda del Carmen Acosta 6. Myriam Mercedes Acosta 7. Julio César Ortega 8. Silvina Mercedes Cruz 9. Francisca del R. Aucello 10. Vilma Mariela Rodríguez 11. María Laura Zárate 12. Marta Susana Piera Bruno 13. Eliana Elizabeth Juárez 14. Carmen Maygua 15. Luis Alberto Maidana 16. Marysol Chávez 17. Mónica Beatriz Paz 18. Rosa del Valle Pereira 19. Patricia Fátima Ferro                                                     |
|                                                                                      | Movimiento de Integración Federal                                                    | 3.401                                                                                | 1,10                                                                                 | 0/19                                                                                 | Ver candidatos: 1. Domingo Miguel A. Reginato 2. Víctor Hugo Bono 3. Patricia Gladys Lipegüe 4. Isabel Graciela Rodríguez 5. Nora Lía Lens 6. Manuel Jesús Pérez Jaime 7. Juan Carlos Miniaci 8. Elías Miguel Merched Falum 9. Priscilla Lorena Budeguer 10. Silvia del Carmen Martínez 11. Raúl Humberto Olveira 12. José Ricardo Mattalias 13. Luis Sollazzo 14. Néstor Hugo Bayard 15. María José Amado Escudero 16. José Humberto Rodríguez 17. Maximiliano C. Cáceres Cano 18. Mónica Alejandra Galván 19. Eugenio Eduardo Rubino                                    |
|                                                                                      | Partido Obrero                                                                       | 3.342                                                                                | 1,08                                                                                 | 0/19                                                                                 | Ver candidatos: 1. Daniel Nelson Blanco 2. Juan Luis Veliz 3. Catalina Hynes 4. Mauricio Cattaneo 5. Ariel Osatinsky 6. Constanza Arreguez 7. Gustavo Horacio Arquez 8. Ana Lía Soria 9. Mercedes del Valle Aguilar 10. Laura Roxana Díaz 11. Diego Heluani 12. María Catalina D'Almeida 13. Ana María Toledo 14. Santiago Cassone 15. José Augusto Gramajo 16. Diego Esteban Toscano 17. Romina Elisa D'Almeida 18. Miguel Jesús López 19. Eliana del Valle Herrera González                                                                                             |
|                                                                                      | Unión Norte Grande                                                                   | 3.250                                                                                | 1,05                                                                                 | 0/19                                                                                 | Ver candidatos: 1. Carlos Rodolfo Canevaro 2. María Antonella Catania 3. René Antonio Gómez 4. Mirta del Valle Agüero 5. Graciela Do Santos 6. María de los Ángeles Brizuela 7. Josefina Beatriz Gómez 8. Manuel Alberto Chávez 9. Aminta Ester Jaime 10. Nora Beatriz Figueroa 11. Ercilia Carolina Juárez 12. Carlos Alberto Albornoz 13. Horacio Alejandro Agudo 14. Karina Elizabeth Herrera 15. María Teresa Juárez 16. María Cecilia Ruiz Flores 17. Roxana Antonia Figueroa 18. Amelia Victoria Ale 19. Yolanda del Valle Cabral                                   |
|                                                                                      | Frente del Pueblo Unido                                                              | 3.202                                                                                | 1,04                                                                                 | 0/19                                                                                 | Ver candidatos: 1. Gumersindo Manuel Parajón 2. Leandro Hipólito Parajon 3. Mariela Viviana Salas 4. Juan Carlos Alberto Solorzano 5. Alejandro Vicente Flores 6. María Teresa del Valle Arreyes 7. José Luis Cajal 8. Marcela Fabiana Zelarayan 9. Silvia Yessica Hernández 10. Zulema Emilia Sánchez 11. Néstor Raúl Vildoza 12. Claudia Alejandra Pereyra 13. Fabiana Elizabeth Sosa 14. Manuel Ricardo de la Rosa 15. Bettina Alejandra Serrano 16. Nilda Virginia Nasul 17. Ricardo Walter Ponce 18. Daniela Fernanda Salazar 19. José Ramiro Salvador Villafañe     |
|                                                                                      | Proyecto Sur                                                                         | 3.173                                                                                | 1,03                                                                                 | 0/19                                                                                 | Ver candidatos: 1. Estela Haydee di Cola 2. Clarisa Alberstein 3. Diego Leonardo Rodríguez Aráoz 4. Julio Victorio Juárez 5. Marta Josefa Navarro Luna 6. Argentino Hatem 7. Rubén Rosino 8. Stella Maris Gavriloff 9. Héctor Juan Félix Bazán 10. Lucía Navarro 11. Silvia Cristina Iñigo 12. Marta Susana Sosa 13. Rodolfo Rubén Rueda 14. Celina María de la Rosa 15. Ernesto José Suárez 16. Luis Adolfo Castillo 17. María Mercedes Arévalo 18. Víctor Ariel Juárez 19. Azucena del Valle Orellana                                                                   |
|                                                                                      | Partido Humanista                                                                    | 2.217                                                                                | 0,72                                                                                 | 0/19                                                                                 | Ver candidatos: 1. Marcela Alejandra Martínez 2. Daniel Antonio Jiménez 3. Jorge Raúl Laskowski 4. Magdalena Indamira Zamorano 5. Victoria Griselda Aragón 6. Teresa Noelia Hasme 7. Luisa del Valle Jiménez 8. Daniel Alberto Córdoba 9. Dardo Francisco Valdez 10. José Dardo César Azcurrain 11. Adriana Fátima Agüero 12. Silvia Edith Sosa 13. Delia Beatriz Ovejero 14. Rafael Antonio Fernández 15. Pedro César Ramos 16. María de los A. E. Illanes 17. Paul Héctor Nelson Valera 18. Manuel Nemesio Bulacio 19. Jorge Ricardo Álvarez                            |
|                                                                                      | Partido Federal                                                                      | 1.858                                                                                | 0,60                                                                                 | 0/19                                                                                 | Ver candidatos: 1. Marcos Enrique Mirande 2. Fabiana Lorena Almirón 3. Juan Carlos Mirande 4. Cristina Berta Quiroga Fernández 5. María Celia Paunero 6. Olga Amelia Rodríguez 7. Martín Navor Rodríguez 8. Armando Luis Matteucci 9. Diego Rubén Fuentes 10. Luis Eduardo Jaimes 11. Alberto Fabián de Mitre 12. Carolina Inés Lazarte 13. Ramón Alejandro Rojas 14. José Luis Gálvez 15. Magdalena del Carmen Mugavero 16. Eduardo Adrián Sandez 17. Rosa Elizabeth del Valle Rodríguez 18. José Roberto Guillen 19. Margarita Beatriz Suárez                           |
|                                                                                      | Militancia Territorial                                                               | 1.837                                                                                | 0,59                                                                                 | 0/19                                                                                 | Ver candidatos: 1. Flavian Strukov Bevacua 2. Gonzalo Celis Mendoza 3. Analía Roxana Díaz 4. Eva del Rosario Bustos 5. Hugo Armando Correa 6. Andrea Cecilia Luciano 7. Jorge Osvaldo Molina 8. José Samuel Piñol 9. Graciela del Carmen Pérez 10. Rodolfo Emilio Castillo 11. Gabriela Cecilia Monserrat 12. Yessica Farina Saavedra 13. Juan José Díaz 14. Diego Norberto Cano 15. Matilde del Carmen Soria 16. Hugo Orlando Ruiz 17. María Florencia Pellegrino 18. Norma del Carmen Salica 19. Luciana Inés Atencio                                                   |
|                                                                                      | Frente de Unidad Popular y Federal de Tucumán                                        | 1.784                                                                                | 0,58                                                                                 | 0/19                                                                                 | Ver candidatos: 1. Julio César Díaz Lozano 2. José Manuel García González 3. María Victoria Herrera 4. Agustín Alfredo Ávila 5. Julio Sierra 6. Blanca Lidia Altamiranda 7. Lizandro Darío Albornoz 8. Jorge Rafael Fares 9. Silvia Roxana Vicari 10. Julio Arnaldo Díaz 11. Diego Fausto Martínez Folquer 12. Josefa del Carmen Argañaraz 13. Eduardo Antonio Olarte 14. José María Gómez 15. Rita del Valle Valdez 16. Pascual Ángel Barriento 17. Mario César Martínez 18. Alejandra Karina Sosa 19. José Benito                                                       |
|                                                                                      | Construcción Ciudadana para la Inclusión                                             | 1.597                                                                                | 0,52                                                                                 | 0/19                                                                                 | Ver candidatos: 1. José Luis Ruiz 2. Ana Clelia Gómez Marigliano 3. Miguel Arnaldo Casagrande 4. Roberto Gumercindo Valenzuela Sedano 5. Alberto Antonio Carrizo 6. Marta Liliana Fuentes García 7. José E. Grassi 8. Natalia Soledad Rojas 9. Patricia del Carmen Argañaraz 10. María Eugenia Navarro 11. Daniel Marcelo Gramajo 12. Ana María Ortiz 13. Juana María Viviana Vildoza 14. Hugo Sergio Martínez 15. José Luis Ibarra 16. Sergio Daniel Veliz 17. Gabriel Alfredo Ruiz 18. Marcos Ariel Romano 19. Julio Eduardo Saade                                      |
|                                                                                      | Partido de la Comunidad Organizada                                                   | 1.418                                                                                | 0,46                                                                                 | 0/19                                                                                 | Ver candidatos: 1. Daniel Belisario Coronel 2. Oscar Alfredo Reina 3. María Teresa Santana 4. Francisco Maximiliano Ruoti 5. José Guillermo Bedognetti 6. Norma Ester Prados 7. Segundo José Correa 8. José Antonio Oviedo 9. Luis Alfredo Castro 10. Lorena Elizabeth Soria 11. Raúl Nicolás Jiménez 12. Luis Eduardo Acosta 13. Mónica Patricia Fonseca 14. Luis Edgardo Ceballos Cansino 15. Mariano Juan Fernández 16. Natalia Karina Juárez Santana 17. Miguel Ángel Robles 18. Boris Walter Ramón Lescano 19. Mercedes Teresa Barranco                              |
|                                                                                      | Partido Encuentro Social                                                             | 1.212                                                                                | 0,39                                                                                 | 0/19                                                                                 | Ver candidatos: 1. Félix Plinio González 2. Andrea Patricia Montenegro 3. Juan Carlos Malcun 4. Mariana Angélica Díaz 5. José Antonio Rivero 6. Héctor Ricardo Romano 7. María Rosa Castro 8. Rosa del Valle Stefanoni 9. Mario Raúl Fernández 10. Diego Sebastián Valdez 11. Griselda Antonia Orellana 12. Gustavo Benigno Teseira 13. Mariela Roxana Zerpa 14. Oscar Ignacio Valdez 15. Fátima del Valle Gómez 16. Luis Alberto Jaimovich 17. Ramona Teresa Herrera 18. Juan Carlos Sotelo 19. Rosa Josefa González                                                     |
|                                                                                      | Movimiento Nacional                                                                  | 917                                                                                  | 0,30                                                                                 | 0/19                                                                                 | Ver candidatos: 1. José Luis Imain 2. Esteban José Vera Farías 3. Alina Lía Fajre Barrionuevo 4. Julio César Baigorria 5. Luis Rodolfo Gómez 6. Susana Beatriz Rearte 7. Roque Daniel Carrero Valenzuela 8. Enrique Manuel de la Vega 9. Elvira del Carmen Llovera 10. Héctor Maximiliano Ansonnaud 11. Francisco José Vera Farías 12. Noelia Sandra Cuellar 13. Daniel Jorge Fernández 14. César Luis Diez Gómez 15. Carlos Alberto Brizuela 16. Soledad de los Ángel Iñigo 17. Leonardo Celestino Mariani 18. Romina Natalia Velárdez 19. Antonio Cosme Mas             |
|                                                                                      | Camino a la Lealtad                                                                  | 858                                                                                  | 0,28                                                                                 | 0/19                                                                                 | Ver candidatos: 1. Carlos Miguel Ovejero 2. Daniel Alberto Hashimoto 3. Corina Elizabeth Selis 4. Carlos Oscar Ibarra 5. Francisco Néstor Ramírez 6. María Claudia Lobos 7. Carlos Martín Pérez 8. Ricardo Segundo Alberto Srur 9. Jacqueline Anabella Ross 10. Héctor Alfredo Albertus 11. Arnaldo Enrique Ross 12. Sandra Elizabeth Urtiaga 13. Paola Alejandra Nieva 14. Clara Olga Vega 15. Héctor Adrián Urtiaga 16. Fabiana Paola Urtiaga 17. Néstor Marcelo Urtiaga 18. Myriam Mabel Urtiaga 19. Mario Alberto Urtiaga                                             |
|                                                                                      | Nos Une el Cambio                                                                    | 718                                                                                  | 0,23                                                                                 | 0/19                                                                                 | Ver candidatos: 1. Juan Luis Fernández 2. Juan Carlos Albornoz 3. Romina Gabriela Rodríguez 4. Carlos Raúl Palacio 5. Alberto Gustavo Silverio 6. Nuria Cecilia Bravo 7. José Augusto Polo 8. Omar Alejandro Bustamante 9. Marta Estela del Valle Medina 10. Antonio Andrés Belmonte 11. Francisco Eduardo Trejo 12. Reynaldo Germán Ibáñez 13. Mercedes Celina Carrizo 14. Sergio Alejandro Grassi 15. Olga Cristina Rotger 16. Walter Ariel Lugones 17. Víctor Federico Gerez 18. Pablo Daniel Rodríguez 19. Susana Karina Aguirre                                      |
|                                                                                      | 7 de Mayo                                                                            | 495                                                                                  | 0,16                                                                                 | 0/19                                                                                 | Ver candidatos: 1. Daniel Eduardo di Paulo 2. Luis Omar Díaz 3. Nancy Elizabeth Ponce de León 4. Alfredo Maximiliano Aguirre 5. Néstor Hugo Chavarría 6. Sandra Isabel Flores 7. Ramón Alberto Medina 8. Juan Luis Albarracín 9. René Darío Baltazar Soria 10. Mercedes del Valle Cabrera 11. Benito de Jesús Rocha 12. Hugo Edgardo Rocha 13. Stella Maris Agüero 14. Miguel Antonio Ramos 15. Dante Esteban Trejo 16. Sandra Viviana Gramajo 17. Cecilia del Carmen Artaza 18. María Marcela Gramajo 19. Mirtha Estela Ponce                                            |
|                                                                                      | Movimiento Popular de la Militancia                                                  | 465                                                                                  | 0,15                                                                                 | 0/19                                                                                 | Ver candidatos: 1. Elina Mercedes Forqueras 2. Walter Rubén Rosales 3. María Carolina Sleiman 4. Lorena Gorgelina Monteros 5. Esteban Rodolfo Espeche 6. Hugo Orlando Ojeda 7. Carlos Alfredo Rocha 8. Virgina Verónica Escobar 9. Héctor Rafael Paz 10. Carolina Raquel García Alonso 11. Diego Manuel Wilde 12. Raúl Edgardo Rodríguez 13. Roque Edmundo Santos 14. David Diego Villarreal 15. María Cristina Sandoval 16. Andrea Lorena Borges 17. Héctor David Alfonso 18. Ana Beatriz Ibáñez 19. Héctor Walter Galván                                                |
|                                                                                      | Lealtad Participativa                                                                | 420                                                                                  | 0,14                                                                                 | 0/19                                                                                 | Ver candidatos: 1. Julia Antonia Ramallo 2. Jorge Alberto Fernández 3. Fátima del Carmen Campero 4. Claudia Marcela Bustos 5. Carlos Alberto Ojeda 6. Olga del Valle Frías 7. Adrián Aurelio. Echegaray 8. Francisco Cornelio Saavedra 9. María Ofelia Negri 10. Cristian Fernando Jorge 11. Osvaldo Martín Santillán 12. Blanca Luisa Rasjido 13. Víctor Ernesto Jiménez 14. Pedro Alejandro Sánchez 15. María Cristina Flores 16. Juan José Pérez Infante 17. Daniel Manuel Moreno 18. Juana Cecilia Olea 19. Roberto Armando Lescano                                   |
|                                                                                      | Tercer Milenio                                                                       | 347                                                                                  | 0,11                                                                                 | 0/19                                                                                 | Ver candidatos: 1. Pedro Pablo Sánchez 2. Brígido Rodolfo Mendias 3. Silvia Liliana Escobar 4. Roque Bernabé Gómez 5. René Sedan 6. Ramona Rosa Orellana 7. Sergio Antonio García 8. Pedro di Grazia 9. Carlos Fernando Rodríguez 10. Virginia Carmen Cabrera 11. Edgardo Jesús de Amicis 12. Juan Carlos Puntano 13. Nancy Mabel Aguilar 14. Francisco Ricardo Barrera 15. Marco Antonio Carrizo 16. Roxana Noelia Molina 17. Miguel Ángel Manzur 18. Iván José María Ponce 19. Carla Silvina Romano                                                                     |
|                                                                                      | Consenso Ciudadano                                                                   | 253                                                                                  | 0,08                                                                                 | 0/19                                                                                 | Ver candidatos: 1. Mabel Beatriz Castillo 2. Matilde González 3. Verónica Beatriz López 4. Carlos Alberto González 5. Sergio Daniel Cuellar 6. César Augusto Mangini 7. Águeda del Valle Moreira 8. Antonio Sebastián Ibiri 9. Luis Antonio Ibiri 10. Nancy Mariana Argañaraz 11. Héctor Luis Jiménez 12. Jorge Damián Reginaldo Mazuy 13. Hugo Benito Cajal 14. Beatriz Susana Norry 15. Rodolfo Arnaldo Manfredi 16. Jorge Benito Mazuy 17. Carlos Eduardo Collados 18. Rodolfo César Heredia 19. Héctor Fabián Díaz                                                    |
|                                                                                      | Partido Cambio Democrático de Tucumán                                                | 250                                                                                  | 0,08                                                                                 | 0/19                                                                                 | Ver candidatos: 1. Doo Jin Baik 2. Harold Enrique B. Vega Parry 3. Ana Evangelina Solohaga 4. Jorge Nelson Aguirre 5. Claudia Alejandra Gramajo 6. Sixta Raquel Fecha 7. Carlos Daniel Baroni 8. Paola Carolina Battaglia 9. Fernando García Moreno 10. Elba Rosa Ibáñez 11. Patricia Rosa Días 12. Dante Darío Decima 13. Julio Alberto Herrera 14. Sebastián Nicolás Ancari 15. María Alejandra Galíndez 16. Silvana Beatriz Castoldi 17. Rosario Noemí Ferreyra 18. Gustavo Adolfo Dip 19. Juan Marcos Galván                                                          |
| Votos positivos                                                                      | Votos positivos                                                                      | 309.324                                                                              | 95,25                                                                                |                                                                                      | |
| Votos en blanco                                                                      | Votos en blanco                                                                      | 10.857                                                                               | 3,34                                                                                 |                                                                                      | |
| Votos nulos                                                                          | Votos nulos                                                                          | 4.552                                                                                | 1,40                                                                                 |                                                                                      | |
| Participación                                                                        | Participación                                                                        | 324.734                                                                              | 80,53                                                                                |                                                                                      | |
| Electores registrados                                                                | Electores registrados                                                                | 403.221                                                                              | 100                                                                                  |                                                                                      | |
| Sección Electoral II – Este 12 Diputados Mesas escrutadas: 781 de 781 (100%)         |                                                                                      |                                                                                      |                                                                                      |                                                                                      | |
| Partido/Alianza                                                                      | Partido/Alianza                                                                      | Votos                                                                                | %                                                                                    | Bancas                                                                               | Candidatos |
|                                                                                      | Frente para la Victoria                                                              | 98.302                                                                               | 57,17                                                                                | 9/12                                                                                 | Ver candidatos: 1. Osvaldo Jaldo 2. Camila Khoder 3. Silvia Perla Rojkés 4. José Raúl Gutiérrez 5. Alberto Herrera 6. Beatriz Graciela Mirkin 7. Manuel Fernández 8. José Antonio Teri 9. María Alejandra Cejas 10. Gregorio Félix García Biagosch 11. José Alberto León 12. Juan Siviardo Gutiérrez |
|                                                                                      | Comunidad en Organización                                                            | 15.780                                                                               | 9,18                                                                                 | 1/12                                                                                 | Ver candidatos: 1. Rolando René Alfaro 2. Sonia de los Ángeles Ramírez 3. Ariel Víctor Mónaco 4. Juan Segundo Reinaga 5. Lorena Beatriz Medina 6. José Luis Gómez 7. Hugo Dante Acosta 8. Norma Graciela Velázquez 9. Raúl Enrique Quirós 10. Luis R. Martorell 11. Roque Domingo Correa 12. Marta Amónica Pérez |
|                                                                                      | Todos por Tucumán                                                                    | 15.313                                                                               | 8,90                                                                                 | 1/12                                                                                 | Ver candidatos: 1. Víctor Alfredo Lossi 2. Graciela del Valle Gutiérrez 3. Jorge Antonio Silvestre 4. Segundo Vicente Fernández 5. Víctor Francisco Basualdo 6. Claudia Rosa Rodríguez 7. Silvia Susana Moyano 8. Luis Antonio Fara 9. Ángel Agustín López 10. Enrique Ignacio Robles 11. Hugo César Silva 12. Mónica Eliana Hassan |
|                                                                                      | Partido de los Trabajadores                                                          | 11.991                                                                               | 6,97                                                                                 | 1/12                                                                                 | Ver candidatos: 1. Andrés Ceferino Galván 2. Oscar Gustavo Torres 3. Eliana Beatriz Ismael 4. Héctor Raúl López 5. Ramón Rodolfo Bartolini 6. Rosa Viviana Paz 7. Armando Ángel Albornoz 8. Carlos Heraldo Avellaneda 9. Clara Victoria Aragón 10. Jorge Alejandro Moran 11. Omar Marcelino Santander 12. Fátima del Valle Soria |
|                                                                                      | Acuerdo Cívico y Social                                                              | 10.309                                                                               | 5,99                                                                                 | 0/12                                                                                 | Ver candidatos: 1. Alberto Sebastián Luna 2. Pablo Alberto Grandval 3. Silvia Andrea Pérez 4. Jorge Antonio Flores 5. Javier Ismael Kamel 6. Fabiana Aida Quesada 7. Marcos Eduardo Medina 8. José Casimiro Wawrzyr 9. Juliana Nélida Albarracín 10. Fernando Martín González 11. Walter Alejandro Lazarte 12. Silvia Elizabeth Molina |
|                                                                                      | Partido Fundacional                                                                  | 9.194                                                                                | 5,35                                                                                 | 0/12                                                                                 | Ver candidatos: 1. José Alberto Cúneo Vergés 2. Marcos Luis Varvaro 3. María Claudia Figueroa 4. Jorge Antonio Córdoba 5. Juan Pablo Abella 6. Olga de Jesús Morales 7. Rubén Alfredo Brito 8. César Víctor Pérez Toledo 9. Myriam de los Ángeles Barrionuevo 10. Christian Walter Romano 11. Rodolfo Alberto Juárez 12. Norma Felicia Deracco |
|                                                                                      | Militancia Territorial                                                               | 3.797                                                                                | 2,21                                                                                 | 0/12                                                                                 | Ver candidatos: 1. Olijela del Valle Rivas 2. Raúl Arturo Acuña 3. Armando Raúl Pedraza 4. Dora Eugenia del Carril 5. Alberto Marcelo Funes 6. Manuel Francisco Ruiz 7. Adelina Dolores Stuart 8. Juan Marcelo Gómez 9. Santiago Eduardo Rodríguez 10. Karina Adriana González 11. Ángel Damián Argañaraz 12. Cristóbal Antonio Bianchin |
|                                                                                      | Fuerza Republicana                                                                   | 1.882                                                                                | 1,09                                                                                 | 0/12                                                                                 | Ver candidatos: 1. Francisco Alberto Arroyo 2. Daniel Roberto Acosta 3. María de los Ángeles Rodríguez 4. Miguel Alberto Pereyra 5. Mercedes del Carmen Nieva 6. Manuela Florinda Caro 7. José Luis González 8. Eliana Elisabeth Esteban 9. Franco Sebastián Valdez 10. Oscar Romelio Sánchez 11. Nélida Margarita Torres 12. Marta Magdalena Torres |
|                                                                                      | Vanguardia Popular                                                                   | 1.491                                                                                | 0,87                                                                                 | 0/12                                                                                 | Ver candidatos: 1. Manuel Enrique Almeida 2. Liliana del Valle Guardia Rosales 3. José Luis Bravo 4. Ivanna Marcela Díaz 5. Nancy Margarita Autalan 6. Andrea Paola Pérez 7. Marcela Fabiana Pérez 8. Mabel Martina Trejo 9. Sandra Patricia Romero 10. Ernesto Pascual Díaz 11. Javier Augusto Gómez 12. José Luis González |
|                                                                                      | La Línea                                                                             | 1.343                                                                                | 0,78                                                                                 | 0/12                                                                                 | Ver candidatos: 1. Segundo Alberto Juárez 2. María Azucena Juárez 3. Mario Fernando Cabrera 4. Alejandra del Valle Argañaraz 5. Cynthia Carolina D. V. Villagra Medina 6. Sergio Daniel Sosa 7. Néstor Hugo Acosta 8. Pablo Alejandro Campero 9. Ynés del Valle Bustos 10. Alfredo Miguel Lazarte 11. Rogelio Ireneo Alderete 12. Sara Lía del Valle Moreno |
|                                                                                      | Partido Proyecto Popular                                                             | 1.014                                                                                | 0,59                                                                                 | 0/12                                                                                 | Ver candidatos: 1. Roque Raúl Paz 2. María José Lobo 3. Juan Antonio Nieva 4. Nelly Rivadeneira 5. Juan Felipe Gerardo Giménez 6. Gustavo Marco Antonio Coronel 7. Luis René Núñez 8. María Laura Cabrera 9. Ernesto Enrique Ávila 10. Ricardo A. Barro del Solar 11. Liliana Beatriz Díaz 12. Edgardo Rubén Figueroa |
|                                                                                      | PERUCA                                                                               | 453                                                                                  | 0,26                                                                                 | 0/12                                                                                 | Ver candidatos: 1. Pablo Rodolfo Bayo 2. Gabriel Andrés Perdiguero 3. Victoria Teresa Fiad 4. Juan Aníbal Salvatierra 5. Walter David Ibáñez 6. Silvia Ester Luna 7. Cleotilde Imelda Vallejo 8. Silvia Roxana Barros 9. Julio Rubén Ybarra 10. María Inés Quinteros 11. Fabiana Carolina Rodríguez 12. Alejandra Elizabeth Sosa |
|                                                                                      | Partido Republicano Fundacional                                                      | 424                                                                                  | 0,25                                                                                 | 0/12                                                                                 | Ver candidatos: 1. Luis Fernando Zelaya 2. Aldo Antonio Agüero 3. Paula López 4. Gustavo Alberto Martínez 5. Eugenia Carolina Ruiz de Huidobro 6. Elizabeth Machado 7. Paola Silvina Pucarelli 8. Pablo Santiago Zelaya Reynoso 9. Luis Fernando Zelaya 10. Carlos Alberto Filippi 11. Vicente Domingo Giardina 12. Mónica Alejandra Navarro |
|                                                                                      | Proyecto Sur                                                                         | 219                                                                                  | 0,13                                                                                 | 0/12                                                                                 | Ver candidatos: 1. Antonio Ernesto Farías 2. Mercedes Francisca Medina 3. Víctor Hugo Díaz 4. César Nelson Tettamanzi 5. Emilio Francisco Mustafa 6. Liliana Vizcarra 7. Carlos Armando Taboada 8. Petrona del Carmen Juárez 9. Claudia Verónica Camacho 10. Roberto Jonás Roldán 11. Sebastián Solís 12. Rosa Martina Cabrera |
|                                                                                      | Partido Obrero                                                                       | 208                                                                                  | 0,12                                                                                 | 0/12                                                                                 | Ver candidatos: 1. María Florencia Costilla 2. José Manuel Veliz 3. Carlos Ernesto Kobak 4. Héctor Daniel Gerez 5. Andrés Alfredo Rodríguez 6. Mercedes Cruz Gambarte 7. José Rubén Kobak 8. María Manuela Gómez 9. Irma Ramona Díaz 10. Ismael Exequiel Medina 11. Lidia Mercedes Kobak 12. Saúl Alberto Gómez |
|                                                                                      | Frente de Unidad Popular y Federal de Tucumán                                        | 176                                                                                  | 0,10                                                                                 | 0/12                                                                                 | Ver candidatos: 1. Tiburcio José López Guzmán 2. Ernesto Fonts 3. Marisa Stella del Valle López 4. Juan Carlos Nicanor Acosta 5. Ramón Urbano Sotelo 6. Rita del Carmen Carrazana 7. Antonio Alberto Agüero 8. María Laura Carrazana 9. Arnaldo R. Mena 10. Lilia Rosa Aguirre 11. Jorge Moisés Navarro 12. María del Valle Villavicencio |
|                                                                                      | Nos Une el Cambio                                                                    | 64                                                                                   | 0,04                                                                                 | 0/12                                                                                 | Ver candidatos: 1. Nelson Cruz 2. Jorge Antonio Ríos 3. Ramona R. Frías 4. Felipe Enrique Lescano 5. Juan Jesús Ramos 6. Ramona Antonia López 7. Hugo Diego Gutiérrez 8. Bautista Nicolás Quiroga 9. María Guillermina Yapura 10. Cristian Eduardo Jaime 11. María Cecilia Valdez 12. Cristina del Valle Vega |
| Votos positivos                                                                      | Votos positivos                                                                      | 171.960                                                                              | 91,46                                                                                |                                                                                      | |
| Votos en blanco                                                                      | Votos en blanco                                                                      | 13.446                                                                               | 7,15                                                                                 |                                                                                      | |
| Votos nulos                                                                          | Votos nulos                                                                          | 2.618                                                                                | 1,39                                                                                 |                                                                                      | |
| Participación                                                                        | Participación                                                                        | 188.024                                                                              | 79,39                                                                                |                                                                                      | |
| Electores registrados                                                                | Electores registrados                                                                | 236.838                                                                              | 100                                                                                  |                                                                                      | |
| Sección Electoral III – Oeste 18 Diputados Mesas escrutadas: 1.174 de 1.174 (100%)   |                                                                                      |                                                                                      |                                                                                      |                                                                                      | |
| Partido/Alianza                                                                      | Partido/Alianza                                                                      | Votos                                                                                | %                                                                                    | Bancas                                                                               | Candidatos |
|                                                                                      | Frente para la Victoria                                                              | 112.593                                                                              | 45,07                                                                                | 11/18                                                                                | Ver candidatos: 1. Sergio Francisco Mansilla 2. Regino Néstor Amado 3. Susana Eladia Díaz 4. Roque Tobías Álvarez 5. José Fernando Orellana 6. Miriam G. del V. Gallardo 7. Sisto Benjamín José Terán Nougués 8. Adriana del Valle Najar 9. Oscar Jesús María Salim 10. Raúl Oscar Hadla 11. Alejandro Humberto Martínez 12. Beatriz del Valle Bordinaro 13. Iván Ricardo Llorens Dip 14. Ramón Roque Cativa 15. Elia Marina Fernández 16. Oscar Alfredo Diarte 17. Carlos Héctor Álvarez 18. María del Carmen Carrillo                                                   |
|                                                                                      | Acuerdo Cívico y Social                                                              | 29.003                                                                               | 11,61                                                                                | 2/18                                                                                 | Ver candidatos: 1. Roberto Antonio Sánchez 2. Sergio Ariel García 3. Nora Teresa Vázquez 4. Julio César Herrera 5. Víctor Hugo Filippini 6. Irma Nélida Rodríguez 7. Enrique Julio Ortega 8. María Rosa Larcher 9. Tomás Fabricio Suárez 10. Marcos Garbich 11. Alfredo Barrionuevo 12. Teresa Mabel Jerez 13. José Luis Cebe 14. Lucía Isabel Torres 15. Ernesto Jorge Llarrull 16. Lidia Mabel Figueroa 17. Marta Patricia Abdala 18. Luis Osvaldo Vallejo |
|                                                                                      | Partido de los Trabajadores                                                          | 20.374                                                                               | 8,15                                                                                 | 1/18                                                                                 | Ver candidatos: 1. Roberto Arnaldo Palina 2. Oscar Orlando Godoy 3. Nancy Evangelina Bulacio 4. Néstor Rafael di Lullo 5. Diego Víctor Figueroa 6. María Florencia Malaspina 7. Carlos Domingo Ordoñez 8. Rubén Alberto Ledesma 9. Olga del Tránsito Elías 10. Rubén Eduardo Altamirano 11. Hugo Orlando Ortega 12. Mónica Alejandra Herrera 13. Víctor Ariel Nicosia 14. Gastón Ernesto Faciano 15. Pamela Gissel Bulaich 16. José Luis Caliva 17. Andrea Noelia Cuarteron 18. Mario Leonardo Vera                                                                       |
|                                                                                      | Corriente Popular                                                                    | 17.566                                                                               | 7,03                                                                                 | 1/18                                                                                 | Ver candidatos: 1. Regino Ricardo Racedo 2. Roberto Cuello 3. Sandra Beatriz Barrionuevo 4. Carlos Rafael Pirlo 5. Alfredo Luis Risso Patrón 6. Nelly Elsa Mohammad 7. José Napoleón Mamani 8. Enrique Osvaldo Racedo 9. Ana María del Valle Torre 10. Víctor Hugo Ale 11. Nicolás Correa 12. Elena Mariana Arroyo 13. Carlos Eduardo Chibilisco 14. Pablo Víctor Ruiz 15. Elba Genoveva Romano 16. José Luis Medina 17. Víctor Manuel Cairone 18. Ana María Ruiz |
|                                                                                      | Todos por Tucumán                                                                    | 16.550                                                                               | 6,62                                                                                 | 1/18                                                                                 | Ver candidatos: 1. Reinaldo Jiménez 2. Ramón Armando Sierra 3. María de Lourdes Beltrán 4. Edmundo Javier Jiménez 5. Carlos Guido Cattaneo 6. Elsa Alicia Ortiz 7. Ignacio Fabián Elías 8. Raúl Jorge Perea 9. Leila Alejandra Zehid 10. Patricio Evaristo Carmona 11. María Silvia Fernández 12. Pedro José Torres 13. Fernando Luis Gallo 14. Zulema Elizabet Figueroa 15. Rubén Esteban Fernández 16. Octavio Nicolás Concilio 17. Nadia de los Ángeles Sotomayor 18. José Ismael Díaz                                                                                 |
|                                                                                      | Movimiento de Inclusión y Organización                                               | 10.442                                                                               | 4,18                                                                                 | 1/18                                                                                 | Ver candidatos: 1. Alberto José Conte 2. Hugo Fabián Lazarte 3. Aida Rosa Alderete 4. Ricardo Ernesto Salomón 5. Francisco Serra 6. Lucía Leonor Leccese 7. Miguel Alfredo Pastrana 8. Roberto Luis Manzur 9. Ana María Rey 10. Pedro Horacio Nieto 11. Vicente Solano Lobo 12. Elba Margarita Barros 13. Dardo César Juárez 14. Raúl Armando Egues 15. Olga Hortencia Lazarte 16. Esteban Leonardo Foglia 17. José Alberto Gauna 18. María José Sosa |
|                                                                                      | Participación Cívica                                                                 | 10.435                                                                               | 4,18                                                                                 | 1/18                                                                                 | Ver candidatos: 1. Ramón Jesús Graneros 2. Víctor Hugo Raúl Peralta 3. Silvia Adriana Rivero 4. Julio Humberto Bravo 5. Antonio Alberto Mastroberardino 6. Dolores Ercilia del Valle Rodríguez 7. Osvaldo René García 8. Manuel Oscar Soria 9. Mariángeles Jasinki 10. Mario Roberto Zárate 11. Gustavo Daniel Pérez 12. Elena del Valle Gerban 13. Julio Orlando Moreno 14. Leandro David Abdala 15. Isabel Laura Chico 16. Cristian Omar Pérez 17. Héctor Martín Correa 18. Lorena Grisel Rodríguez                                                                     |
|                                                                                      | Unión por Todos                                                                      | 8.173                                                                                | 3,27                                                                                 | 0/18                                                                                 | Ver candidatos: 1. Héctor Antonio Monayer 2. Bernabé Oscar Alzabe 3. María de los Ángeles Namur 4. Martín Camilo Méndez Uriburu 5. Héctor D. Calvente 6. Lilia Argentina Cruz 7. Adolfo Santiago Buffo 8. Ricardo Gustavo Contreras 9. Norma Cristina Mopty 10. Eugenio Augier 11. Eduardo Belisario Ramírez 12. María Josefina Racedo Pereira 13. Ángel Leonardo Lezcano 14. Rolando Alberto Campos 15. Sandra Lucía Banda 16. Fernando Antonio Logarzo 17. Julio César Brito 18. Graciela Beatriz García                                                                |
|                                                                                      | Partido Proyecto Popular                                                             | 6.772                                                                                | 2,71                                                                                 | 0/18                                                                                 | Ver candidatos: 1. Luis Fernando Córdoba 2. Rodolfo Alejandro Gutiérrez 3. Mariela Lilian Maihub 4. Domingo Nasario Iscara 5. Julio Edgardo Montenegro 6. Gilda Elina García 7. Bernardo Beltrán 8. Julio Marcelo Olmedo 9. Facundo Germán Pereyra 10. Marta Nelly Villagra 11. Ricardo René Silva 12. Rolando Martín Baronetto 13. Myriam del Carmen Zelaya 14. Lilia del Carmen Manno 15. Marcos Sebastián Preliz 16. María Luisa Santamarina 17. Mario César Ponce 18. José Lozano                                                                                     |
|                                                                                      | Fuerza Republicana                                                                   | 4.860                                                                                | 1,95                                                                                 | 0/18                                                                                 | Ver candidatos: 1. Ricardo Alberto Álvarez Ternavasio 2. Paulo Gabriel Ternavasio 3. Teresita Fabiana Chávez 4. César José Paz 5. Luis Alberto Villa 6. Nilda del Valle Russo 7. Rafael Alberto Auad 8. Gastón García Zavalía 9. Patricia Karina Lonzalles 10. Enrique Arturo Navarro Acuña 11. Arnaldo Andrés Fernández 12. Gabriela Analía Pira 13. Héctor Abel Ayunta 14. Analía del Valle Solorzano 15. Natalia Beatriz Andrada 16. Jorge Walter Yapur 17. Carola Andrea Rivadeneira 18. Daniel Federico Auil                                                         |
|                                                                                      | Comunidad en Organización                                                            | 4.495                                                                                | 1,80                                                                                 | 0/18                                                                                 | Ver candidatos: 1. Pedro Hugo Balceda 2. Pablo Miguel Paz 3. Graciela Mónica Bader 4. Daniel Francisco Cabello 5. Eliana Mónica Van Nievwenhove de Mey 6. José Telesforo Ferro 7. Mónica Elizabeth Kristal 8. Jorge Luis Nieva 9. Rubén Alfredo Barrionuevo 10. Héctor Javier Correa 11. María Verónica Rodríguez 12. María Fernanda Costilla 13. Oscar Gonzalo Casanova 14. Roxana del Carmen Romano 15. Graciela del Valle Sánchez 16. Elsa del Valle López 17. Eva Adriana Frías 18. Saturnino Segundo Sosa                                                            |
|                                                                                      | Proyecto Tucumán                                                                     | 2.869                                                                                | 1,15                                                                                 | 0/18                                                                                 | Ver candidatos: 1. Bernardo Ignacio Jerez 2. Lucas Pablo Paz 3. Silvina Natalia Núñez 4. Martín Garzón 5. Patricio José Colombres 6. Alina Gabriela de la Cruz 7. Lucas Damián Amer 8. David Aráoz 9. María Fernanda Haurigot 10. Juan Bautista Corizzi 11. Víctor Agustín Martín 12. Cecilia María Filgueira 13. Santiago Agustín Escobar 14. Esteban Manuel Sánchez 15. Carmen María López Guzmán Jerez 16. Santiago Paz 17. Juan Pedro Garat 18. Karina Alexia del Valle Brito                                                                                         |
|                                                                                      | PERUCA                                                                               | 2.318                                                                                | 0,93                                                                                 | 0/18                                                                                 | Ver candidatos: 1. Francisco Pablo Cirnigliaro 2. Daniel Fernando Acosta 3. Ana María Salcedo 4. Juan Armando Arizmendi 5. Fernando Jesús Vilecco 6. Cleotilde Carolina Parache 7. Ángel Manuel Álvarez 8. Ángel Ricardo Urrutia 9. Claudia Susana Romina Sayas 10. Luis Mario Pedraza 11. Orlando Héctor Santucho 12. Virginia de los Ángeles Gómez 13. Rafael Roberto López 14. Víctor Lindor Gómez 15. Analía del Valle Ormachea 16. Rubén César di María 17. Luis Marcelo Castilla 18. Juana Gladys Morales                                                           |
|                                                                                      | Partido Obrero                                                                       | 808                                                                                  | 0,32                                                                                 | 0/18                                                                                 | Ver candidatos: 1. José Martín Correa Tejerizo 2. Graciela Norma Zurita 3. Raúl Antonio Barrionuevo 4. Franco Antonio Albornoz 5. Miguel Esteban Catalán 6. Delia María del V. Quinteros 7. Ricardo Daniel Fernández 8. Dora Nélida Domínguez 9. Elizabeth Roldán 10. Alejandro Antonio Gambarte 11. Elva Cristina Paoletti 12. Leonarda Aniceta Alderete 13. Graciela Norma Romero 14. Veronica Fabiana Kempf 15. Walter Daniel Robledo 16. Rubén Alberto Balceda 17. Ángel Alejandro Sánchez 18. Fernando Javier Liistro                                                |
|                                                                                      | Nos Une el Cambio                                                                    | 792                                                                                  | 0,32                                                                                 | 0/18                                                                                 | Ver candidatos: 1. Juan Jesús Soria 2. Sonia Edith Palavecino 3. Víctor Raúl Mure 4. Susana del Valle Agüero 5. Alberto Ángel Carrion 6. Walter José Rodríguez 7. María Inés Alderete 8. Marcelo Alejandro Quinteros 9. Silvio Domingo Corvalán 10. Ángel Abraham Carrizo 11. Antonio Jonás Amiune 12. Marta Nélida Ortube 13. Esteban Rodolfo Villagra 14. Juan Antonio Brandan 15. Martha Elena Concha 16. Claudio Daniel Moran 17. Cristian Alejandro Jiménez 18. Juana Delia López                                                                                    |
|                                                                                      | Proyecto Sur                                                                         | 735                                                                                  | 0,29                                                                                 | 0/18                                                                                 | Ver candidatos: 1. Vicente Salvador Ruiz 2. María Elena Ávila 3. Luis Alberto Amado 4. Jorge Daniel Cavagion 5. Deolinda Lorena Díaz 6. Ángel Domingo Coronel 7. Luis Sebastián Sosa 8. Ángel Lauro Mansilla 9. Sonia Eugenia Ovadilla Sfer 10. Héctor Rafael Juárez 11. Raúl Eduardo Ponce 12. Genoveva Rosa Orlando 13. Miguel Ángel Cativa 14. Beatriz del Carmen Díaz 15. Enrique Ignacio A. Villagra 16. Víctor Ariel Lara 17. Blanca Liliana Alcaraz 18. Mario Oscar Alberto Ávila                                                                                  |
|                                                                                      | Frente de Unidad Popular y Federal de Tucumán                                        | 629                                                                                  | 0,25                                                                                 | 0/18                                                                                 | Ver candidatos: 1. Julio Martín Olas 2. Joseph Tanios Saleme 3. Bibiana Antonia del Valle Rojas 4. Víctor Hugo Arias 5. Enrique Daniel Rivadeneira 6. Fátima Isabel Medina 7. Eduardo Salvador Moreno 8. Mario Ernesto Juárez 9. Liliana del Valle Chalup 10. Ricardo Sebastián Marta 11. Susana del Valle Olaz 12. Walter Francisco López 13. Isidro Antonio Lobo 14. Ana Lilia Antelo 15. Roque Roberto Gordillo 16. Ernesto Gabriel Fonts 17. Alejandra Isabel Díaz 18. Patricia Lacroix                                                                               |
|                                                                                      | Movimiento Independiente de Jubilados y Desocupados                                  | 421                                                                                  | 0,17                                                                                 | 0/18                                                                                 | Ver candidatos: 1. Jorge Javier Sánchez 2. Julio Argentino Villarreal 3. Matilde Petrona Robles 4. Myriam Vanesa Juárez 5. María Dolores Díaz 6. María Eugenia Rodríguez 7. Ignacio de Jesús Ledesma 8. Blanca Beatriz Villarreal 9. Norma Sofía Contreras 10. María Belén Roldán 11. Verónica Elizabeth Serrato 12. Nélida Antonia Ruiz 13. César Ariel Corbalán 14. Raúl Alejandro Ruiz Herrera 15. Roberto Daniel Sale 16. María Luisa Romano 17. Mónica del Carmen Campos 18. Nancy Edith González                                                                    |
| Votos positivos                                                                      | Votos positivos                                                                      | 249.835                                                                              | 84,12                                                                                |                                                                                      | |
| Votos en blanco                                                                      | Votos en blanco                                                                      | 40.318                                                                               | 13,58                                                                                |                                                                                      | |
| Votos nulos                                                                          | Votos nulos                                                                          | 6.846                                                                                | 2,31                                                                                 |                                                                                      | |
| Participación                                                                        | Participación                                                                        | 296.999                                                                              | 79,41                                                                                |                                                                                      | |
| Electores registrados                                                                | Electores registrados                                                                | 374.008                                                                              | 100                                                                                  |                                                                                      | |

## Elecciones municipales
| Departamento                       | Municipio             | Intendente electo           | Partido | Partido               | Coalición | Coalición               |
| ---------------------------------- | --------------------- | --------------------------- | ------- | --------------------- | --------- | ----------------------- |
| Departamento Burruyacú             | Burruyacú             | Jorge Abraham Leal          |         | Partido Justicialista |           | Frente para la Victoria |
| Departamento Capital               | San Miguel de Tucumán | Domingo Luis Amaya          |         | Partido Justicialista |           | Frente para la Victoria |
| Departamento Chicligasta           | Concepción            | Osvaldo Rubén Morelli       |         | Partido Justicialista |           | Frente para la Victoria |
| Departamento Cruz Alta             | Alderetes             | Julio Fabio Silman          |         | Partido Justicialista |           | Frente para la Victoria |
| Departamento Cruz Alta             | Banda del Río Salí    | Zacarías Khoder             |         | Partido Justicialista |           | Frente para la Victoria |
| Departamento Famaillá              | Famaillá              | Juan Enrique Orellanda      |         | Partido Justicialista |           | Frente para la Victoria |
| Departamento Graneros              | Graneros              | Roque Héctor Graneros       |         | Partido Justicialista |           | Frente para la Victoria |
| Departamento Juan Bautista Alberdi | Juan Bautista Alberdi | Luis Armando Campos         |         | Partido Justicialista |           | Frente para la Victoria |
| Departamento La Cocha              | La Cocha              | Leopoldo Alberto Rodríguez  |         | Partido Justicialista |           | Frente para la Victoria |
| Departamento Leales                | Bella Vista           | Luis Armando Espeche        |         | Partido Justicialista |           | Frente para la Victoria |
| Departamento Lules                 | Lules                 | Cesar Elías Dip             |         | Partido Justicialista |           | Frente para la Victoria |
| Departamento Monteros              | Monteros              | Luis Alberto Olea           |         | Partido Justicialista |           | Frente para la Victoria |
| Departamento Río Chico             | Aguilares             | Agustín Fernández           |         | Partido Justicialista |           | Frente para la Victoria |
| Departamento Simoca                | Simoca                | Luis Enrique González       |         | Unión Cívica Radical  |           | Acuerdo Cívico y Social |
| Departamento Tafí del Valle        | Tafí del Valle        | Manuel Jorge Yapura Astorga |         | Participación Cívica  |           | Frente para la Victoria |
| Departamento Tafí Viejo            | Las Talitas           | Luis Adolfo Morghenstein    |         | Partido Justicialista |           | Frente para la Victoria |
| Departamento Tafí Viejo            | Tafí Viejo            | Abel Javier Pucharras       |         | Partido Justicialista |           | Frente para la Victoria |
| Departamento Trancas               | Trancas               | Enrique Fabián Bethencourt  |         | Partido Justicialista |           | Frente para la Victoria |
| Departamento Yerba Buena           | Yerba Buena           | Daniel Guillermo Toledo     |         | Partido Justicialista |           | Frente para la Victoria |